# Beniledra peculiaris
Beniledra peculiaris  (лат.) — вид цикадок (Cicadellidae) из подсемейства Ledrinae, единственный в составе монотипического рода Beniledra. Эндемики Африки: Ангола, Камерун, ЦАР, Конго, Заир. Коричневого цвета относительно крупные цикадки. Оцеллии расположены ближе друг к другу, чем к фасеточным глазам. Пронотум и крылья длинные. Морфологически близки к роду Confucius. Обнаружены на растениях Nanniophytum africanum из семейства Молочайные.